# سكوت إيفانز
سكوت إيفانز هو لاعب كرة القدم الكندية كندي، ولد في 15 ديسمبر 1983 في غريتر سودبوري في كندا.